# Geschichte von Vorsfelde

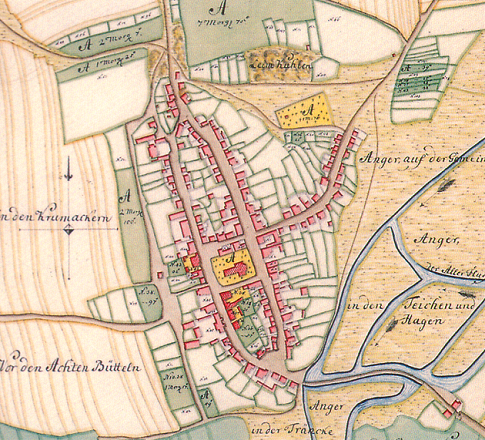
„Plan von dem Flecken Vorsfelde nebst dessen Environs“ (Ausschnitt) von G. C. Geitel aus dem Jahr 1770

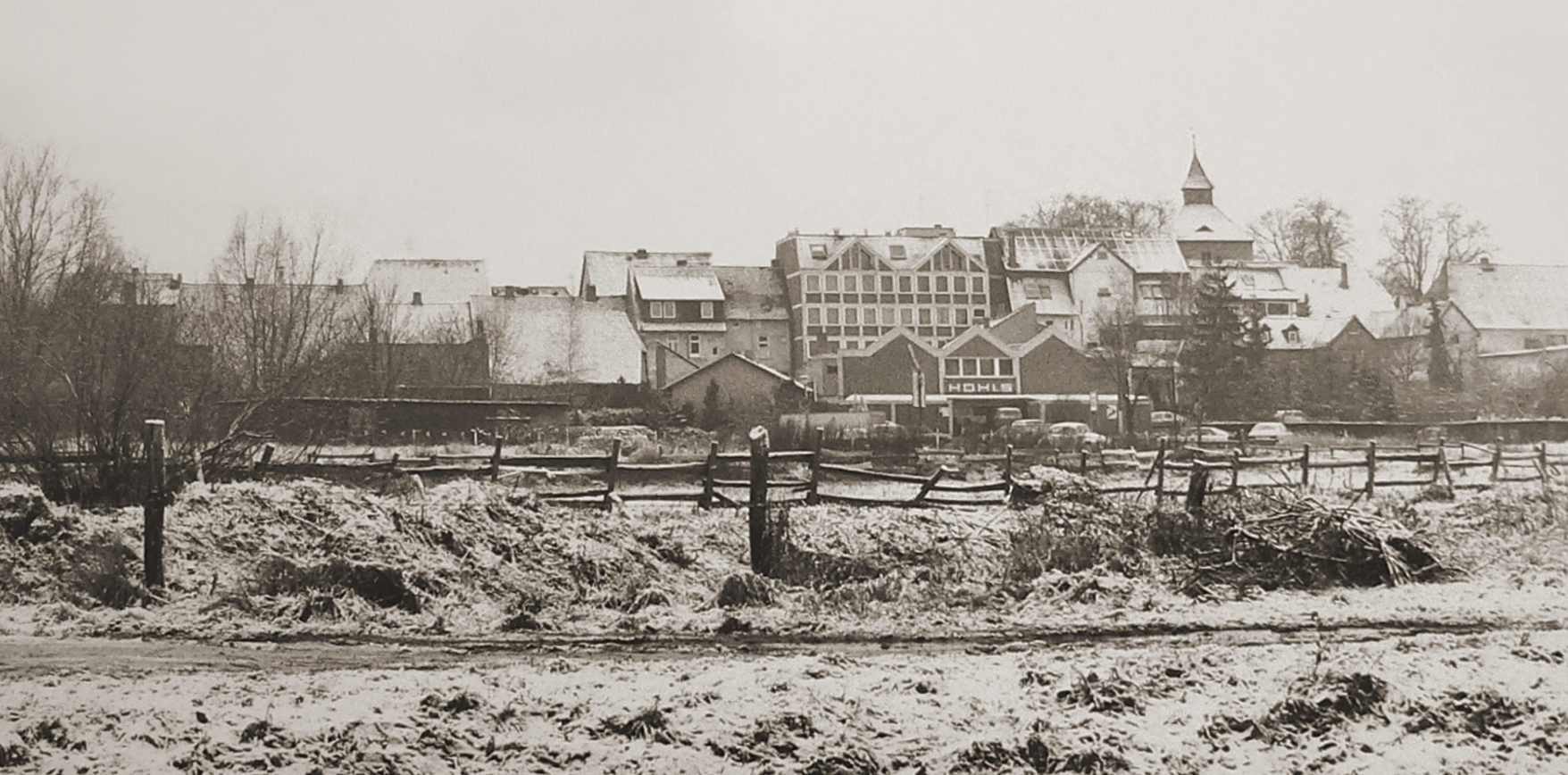
Vorsfelde von den Drömlingswiesen aus gesehen, 1986

Die Geschichte von Vorsfelde setzt um 1130 als planmäßige Stadtgründung ein. Am 11. Januar 1145 erfolgte die erste urkundliche Erwähnung von Vorsfelde in einer päpstlichen Bulle als Varesfelt. Das Ackerbürgerstädtchen an der Aller und am Rande des Vorsfelder Werders war der zentrale Verwaltungs-, Markt- und Gerichtsort für die Dörfer des Werders. Über Jahrhunderte blieb der Ort mit seinem Zweistraßengrundriss nahezu unverändert. Industrialisierung und Eisenbahnanschluss gegen Ende des 19. Jahrhunderts führten zur Siedlungsausweitung, insbesondere durch den Bevölkerungszuwachs nach dem Zweiten Weltkrieg. Nachdem Vorsfelde in der Nachkriegszeit über 15 Jahre das Stadtrecht innegehabt hatte, wurde es 1972 von Wolfsburg eingemeindet und zum Ortsteil.

## Name

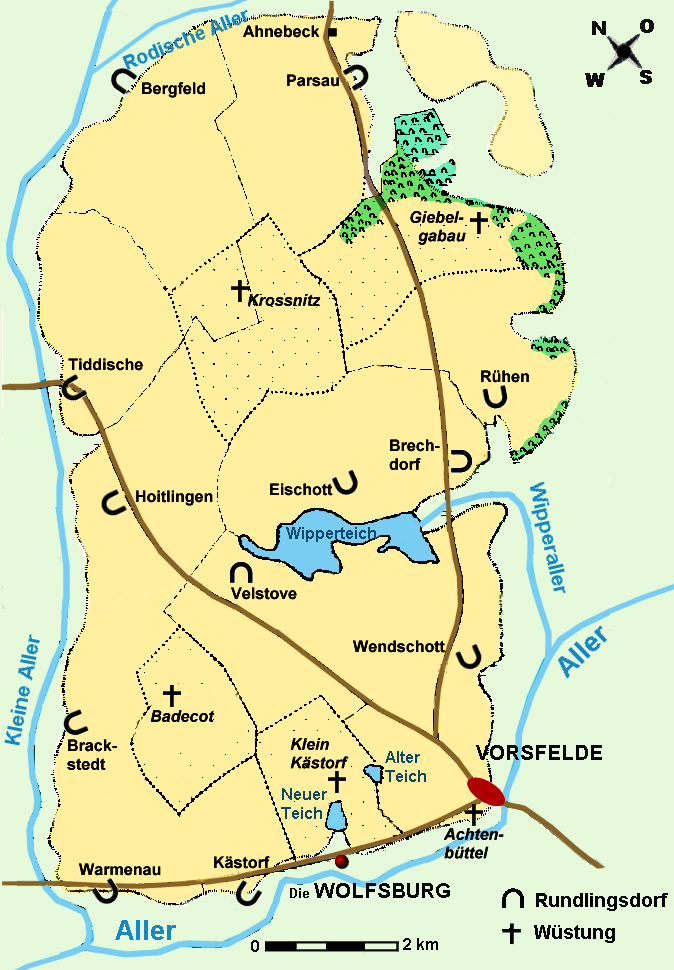
Siedlungen und Gemarkungen auf dem Vorsfelder Werder im 18. Jahrhundert

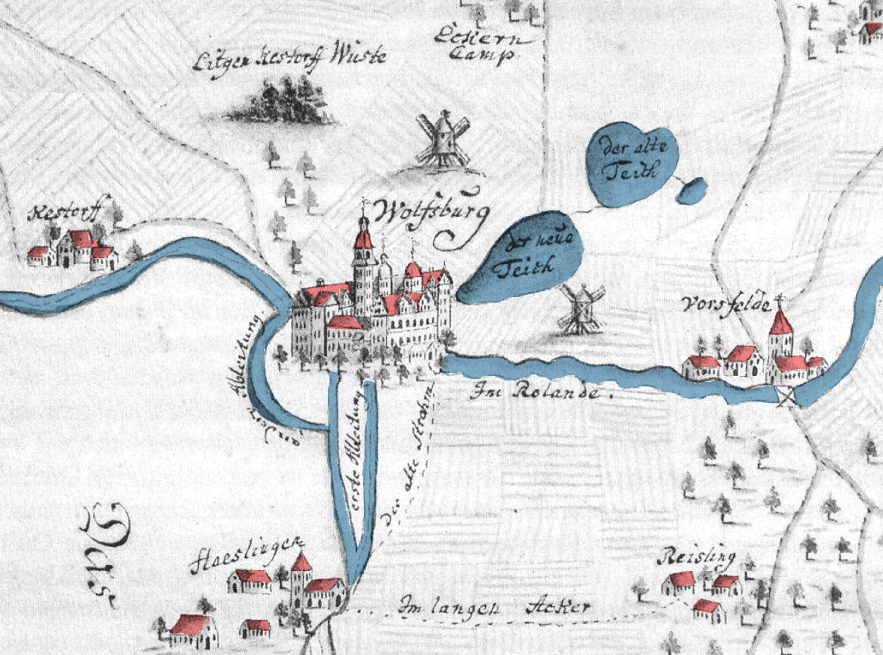
Karte des Umlandes von Schloss Wolfsburg, rechts Vorsfelde an der Aller, nördlich der Neue und der Alte Teich, etwa 16. Jahrhundert (farblich nachkoloriert)

Der heutige Name Vorsfelde lautet in der urkundlichen Überlieferung von 1145 Varesfelt. Dieser Begriff beruht auf dem Ausdruck var für einen Platz, an dem man einen Fluss überquert oder landet. In Verbindung mit -felde für Feld war es eine waldfreie Stelle. Die Ortsbezeichnung trifft die damaligen geographischen Gegebenheiten, denn hier durchquerte ein Handelsweg die Aller an einer seichten Furt. Bis 1400 lautete der Ortsname noch Varsfelde, danach wandelte sich bei einem Lautwandel das a in o und damit zu Vorsfelde.

## Gründung
Vorsfelde war eine planmäßige mittelalterliche Stadtgründung um 1130. Sie erfolgte als östlicher Vorposten in einem Gebiet, in dem vermutlich zeitgleich slawische Wenden in Rundlingen als Siedler angesetzt wurden. Als Ortsgründer kommt das 1179 endende Geschlecht der Pfalzgrafen von Sommerschenburg oder Lothar III., auch bekannt als Lothar von Süpplingenburg, infrage. Vorsfelde wurde als zentraler Ort des Vorsfelder Werders angelegt. Vorläufersiedlung war das später wüst gefallene Dorf Achtenbüttel am südlichen Hang des Werders, nach dem heute ein Weg in der Nähe der Altstadtschule benannt ist („Achtenbüttelweg“). Weitere Wüstungen bei Vorsfelde sind Vogelsang und Behrendorf.

## Herren von Vorsfelde
Erste Hinweise auf ein Geschlecht derer von Vorsfelde als niederes, weniger begütertes Ministerialengeschlecht in welfischen Diensten gibt es durch die urkundliche Erwähnung eines Gottfried von Vorsfelde in einem Lehnsvertrag durch Otto IV. Später taucht Gottfried von Vorsfelde häufig in Urkunden zu braunschweigischen Rechtsgeschäften auf. In Urkunden bis ins 15. Jahrhundert finden sich Angaben über weitere Angehörige des Geschlechts. Ihre Besitzungen und Rechte bestanden im Raum von Vorsfelde bis Vechelde, Helmstedt und Königslutter. Der letzte Vertreter war Heinrich von Vorsfelde, der als Vikar am St.-Blasius-Stift in Braunschweig zuletzt 1478 Erwähnung fand.

## Siedlungslage
Der Ort entstand unmittelbar an der Aller am südlichen Fuße des Vorsfelder Werders, einer 80 km² großen und erhöhten Geestplatte von eiszeitlichem Ursprung. An dieser Stelle war das kilometerbreite Aller-Urstromtal auf etwa 1500 Meter verengt. Eine seichte Furt erlaubte seit dem Mittelalter dem Handelsweg von Braunschweig zur Braunschweiger Exklave Calvörde das Passieren. Seit dem 18. Jahrhundert verlief auf dieser Strecke die Postroute Braunschweig–Calvörde. In Vorsfelde verlief der Weg auf der heutigen Helmstedter Straße.
Da Urstromtäler im Mittelalter erhebliche Verkehrshindernisse darstellten, bündelten sich Handelswege an Engstellen, an denen man das Tal bequem durchqueren konnte. Diese Engstellen waren, wie im Fall von Vorsfelde, ein bevorzugter Ort für Stadtgründungen und Burganlagen. In der Umgegend von Vorsfelde war ein Passieren der mehrere Kilometer breiten Talrinne kaum möglich, denn es gab unpassierbare Sumpfniederungen, wie den Barnbruch im Westen und den Drömling im Osten.

## Grundriss

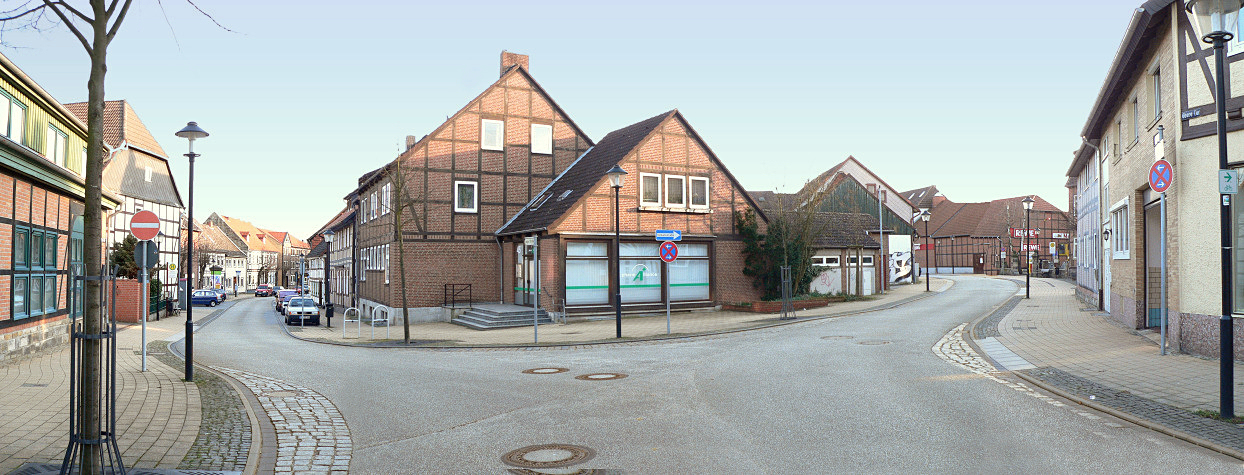
Blick vom Oberen Tor (Norden) auf den historischen Stadtkern, links: Lange Straße, rechts: Amtsstraße

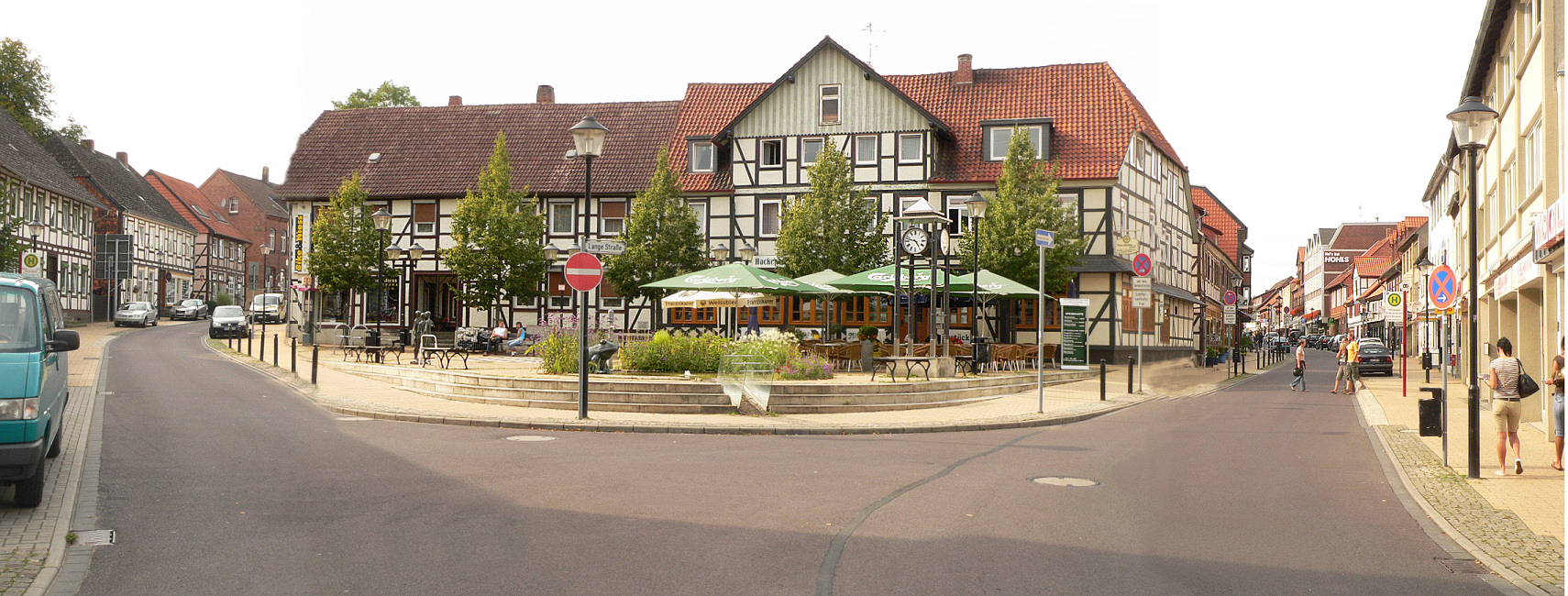
Blick vom Dammtor (Süden) auf den Stadtkern, links: Amtsstraße, rechts: Lange Straße, in der Mitte der „Ütschenpaul“ (Fröschepfuhl)

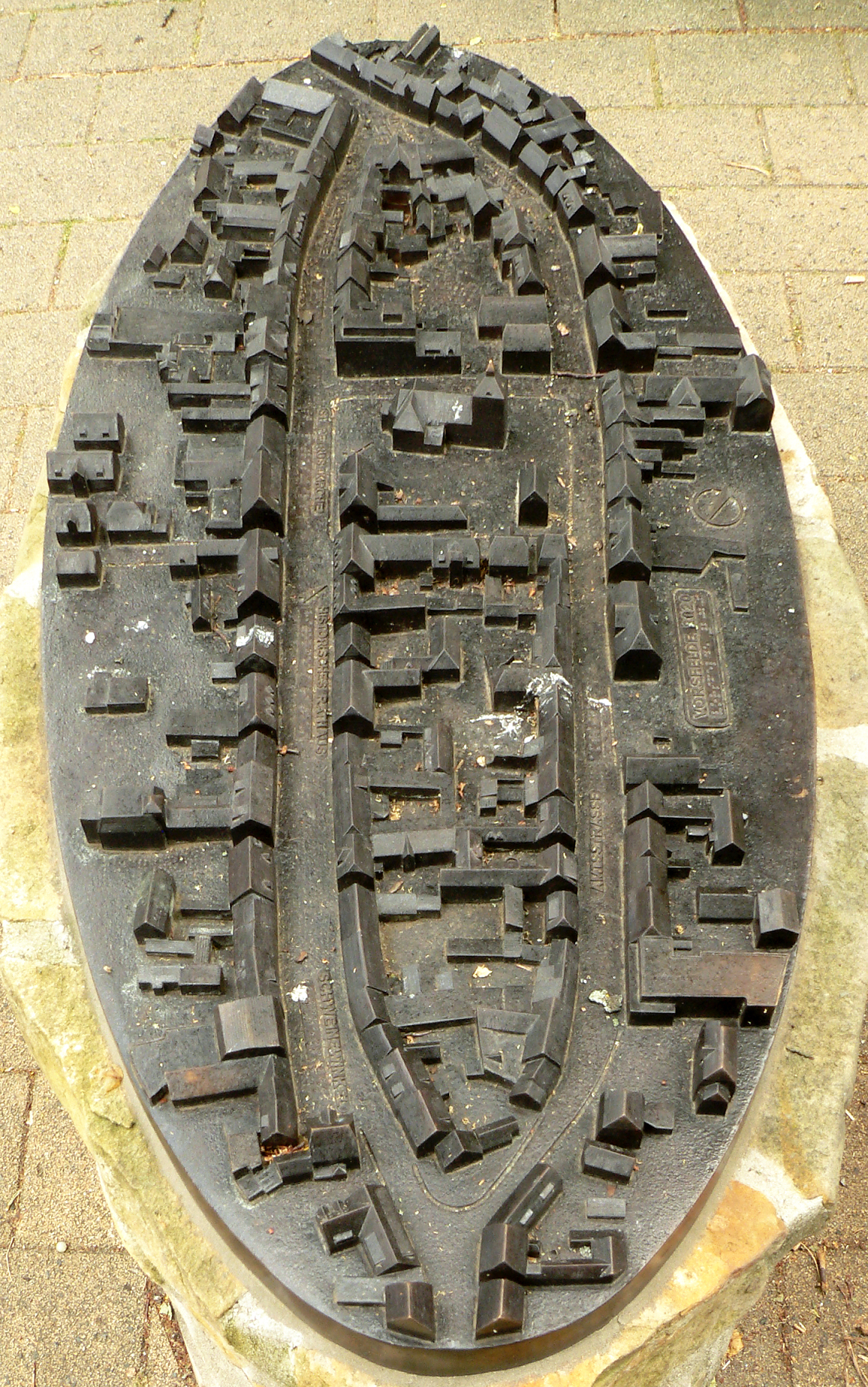
Tastmodell vom Altstadtkern

Den Ortsgrundriss mit 125 Häusern zeigt der erste Stadtplan von 1761, der durch die Braunschweigische Generallandesvermessung entstand. Darauf lassen sich die bei der Ortsgründung 50 gleich großen Grundstücke und der zentrale Platz für die Kirche erkennen. Dieser Aufbau spricht für eine planmäßige Siedlungsanlage und deutet auf eine Anlage als Angerdorf hin.
Aufgebaut ist der Ort nach dem Zwei-Straßen-Prinzip. Ursprünglich gab es nur die heutige Lange Straße und die heutige Amtsstraße, die ein langgestrecktes Oval bildeten. Unterteilt wurde dieser Stadtkern von der Kattenstraße und der Kirchstraße (heute: An der Propstei). Die vier Ortsausgänge hießen Oberes Tor, Meintor, Wolfsburger Tor und Dammtor, wobei eigentliche Torbauten nicht nachgewiesen sind. Da Vorsfelde Marktort war, gab es mehrere Plätze zur Veranstaltung des Marktes. Kleinvieh und Federvieh sowie Schweine wurden im Schweinewinkel angeboten, einer platzartigen Einbuchtung in der Langen Straße. An der Meinstraße lag der Rossmarkt, auf dem Vieh und Pferde gehandelt wurden.
Die Stadtbrände von 1604, 1780 und 1798 zerstörten zahlreiche, damals noch aus Holz bestehende und mit Stroh gedeckte Wohngebäude. Die ältesten Häuser stammen aus dem 16. und 17. Jahrhundert. Die meisten heutigen Häuser im historischen Stadtkern entstanden wegen der Brände im 18. und 19. Jahrhundert. Es sind in der Mehrzahl zweigeschossige Fachwerkbauten, die auf einem steinernen Sockel stehen.

## Einwohnerentwicklung
| Jahr                 | Einwohnerzahlen |
| -------------------- | --------------- |
| 1663                 | 263             |
| 1781                 | 871             |
| 1848                 | 1.502           |
| 1890                 | 1.762           |
| 2. Dezember 1895 ¹   | 1.753           |
| 1. Dezember 1900 ¹   | 1.820           |
| 16. Juni 1933 ¹      | 1.896           |
| 17. Mai 1939 ¹       | 2.102           |
| 1946                 | 3.291           |
| 1950                 | 4.479           |
| 25. September 1956 ¹ | 5.739           |
| 6. Juni 1961 ¹       | 7.291           |
| 1966                 | 10.993          |
| 27. Mai 1970 ¹       | 11.252          |

1Einwohnerzahl laut Volkszählung vom…

## Bewohner

Lange Straße um 1900, links Hotel und heutige Verwaltungsstelle, rechts das noch heute vorhandene Storchennest

Die Bewohner Vorsfeldes waren seit dem Mittelalter überwiegend Ackerbürger, die etwas Vieh und Land besaßen, aber auch Handwerk und Handel ausübten. In Vorsfelde als dem Hauptort für die zeitweise 18 Dörfer auf dem Vorsfelder Werder gab es eine wirtschaftliche Entwicklung. Der Flecken war Verwaltungs-, Gerichts-, Markt- und Kirchenort. Die Bürger traf 1350/51 die Pest und sie litten unter verschiedenen Kriegen, wie dem Lüneburger Erbfolgekrieg 1370–88, der Wolfsburger Fehde im 15. Jahrhundert und dem Dreißigjährigen Krieg. Anfang des 19. Jahrhunderts hatte der Ort
1422 Einwohner und es gab 135 Wohngebäude.
Ein leichter Bevölkerungszuwachs setzte ab 1938 durch den Zuzug von Arbeitern des benachbarten Volkswagenwerks Wolfsburg ein. Den größten Zuwachs an Einwohnern hatte der Ort gegen Ende und nach dem Zweiten Weltkrieg durch Flüchtlinge. Die ersten erreichten im Februar 1945 den Vorsfelder Bahnhof mit einem Zug aus Pommern.
Die Gemeinde hatte Schwierigkeiten, die später folgenden Flüchtlinge und Heimatvertriebenen unterzubringen. Sie erhielten vorübergehend ein Notquartier im Schützenhaus. Von den etwa 3300 Bewohnern des Ortes 1946 stammten rund 30 % aus der sowjetischen Besatzungszone oder den Ostgebieten des Deutschen Reiches.

## Burg- und Befestigungsanlagen
Im Stadtbild finden sich heute keine sichtbaren Spuren mittelalterlicher Befestigungsanlagen. Eine Stadtmauer ist nicht nachgewiesen, Bodenhinweise auf einen Wall liegen ebenfalls nicht vor. Eine Umfriedung mit einer Hecke in der Art einer Landwehr ist denkbar. Bei Nachforschungen wurden an einigen Stellen nahe Vorsfelde Bodenreste von möglichen Befestigungsanlagen aus der Zeit des Mittelalters gefunden. Mehrere kreisrunde (heute fast eingeebnete) Bodenerhebungen finden sich nahe der Allerbrücke in den Allerwiesen, deren früherer Zweck unklar ist.
Historischen Überlieferungen zufolge soll es eine Vorsfelder Burg gegeben haben. So dienten 1288 die von Bartensleben auf ihr als Burgmannen. Auch sollen im 13. und 14. Jahrhundert Raubritter von der Vorsfelder Burg aus Überfälle in den umliegenden Herrschaften unternommen haben. Wahrscheinlich wurde die Burg bedeutungslos, als die wehrhafte Wolfsburg um 1300 entstand. Zuletzt wird für Vorsfelde eine Burg mit der Bezeichnung Altes Haus 1464 urkundlich genannt. Wo ihr Standort war, ist heute nicht bekannt. Sie soll im 15. Jahrhundert bei einem Rachefeldzug des Herzogs Otto von Lüneburg gegen den Braunschweiger Herzog Heinrich I., den Friedfertigen, zerstört worden sein.

### Burganlage im und am Ort
Obwohl im Stadtbild an verschiedenen Stellen frühere burgähnliche Anlagen vermutet werden, lässt sich eine Burg heute nicht mehr lokalisieren. Sie dürfte das Gebiet des Vorsfelder Werders beherrscht haben. Als Vorfelder Burg wird 1218 erstmals das Alte Haus als Castrum erwähnt und ist als slot (Schloss) bezeichnet, was auf eine stärkere Befestigung schließen lässt. Die überlieferte Bezeichnung Altes Haus deutet auf den Gegensatz zum Neuen Haus hin, das in Form der fünf Kilometer entfernten Burg Neuhaus bestand. Das Alte Haus soll einer heutigen Theorie zufolge auf dem Grundstück des früheren Amtshauses in der Amtsstraße gestanden haben. Darauf deutet die dortige Flurbezeichnung In den Burgäckern und ein welliges Gelände mit Vertiefungen hin, die als Burggraben gedeutet werden könnten. Nach der Zerstörung der Anlage könnte sie durch Vorsfelder Bürger vollkommen abgetragen worden sein zwecks Verwendung der Steine für eigene Bauvorhaben.
Einer weiteren Theorie zufolge könnte die Burg auch östlich des Vorsfelder Stadtkerns im Bereich der heutigen Kläranlage an der Aller befunden haben. Darauf deutet ein Luftbild von 1940, das in diesem Bereich eine rechteckige Fläche mit Bodenverfärbungen zeigt. Es könnte sich um eine Wehranlage an der früher über mehrere kleine Flüsse gelaufenen Aller gehandelt haben.
Einer anderen Theorie zufolge könnte die Burg auf dem heutigen Kirchplatz gestanden haben, da im Kirchturm der St.-Petrus-Kirche wegen seiner starken Wände eine frühere Wehrkirche vermutet wird.

### Burganlage im Drömling

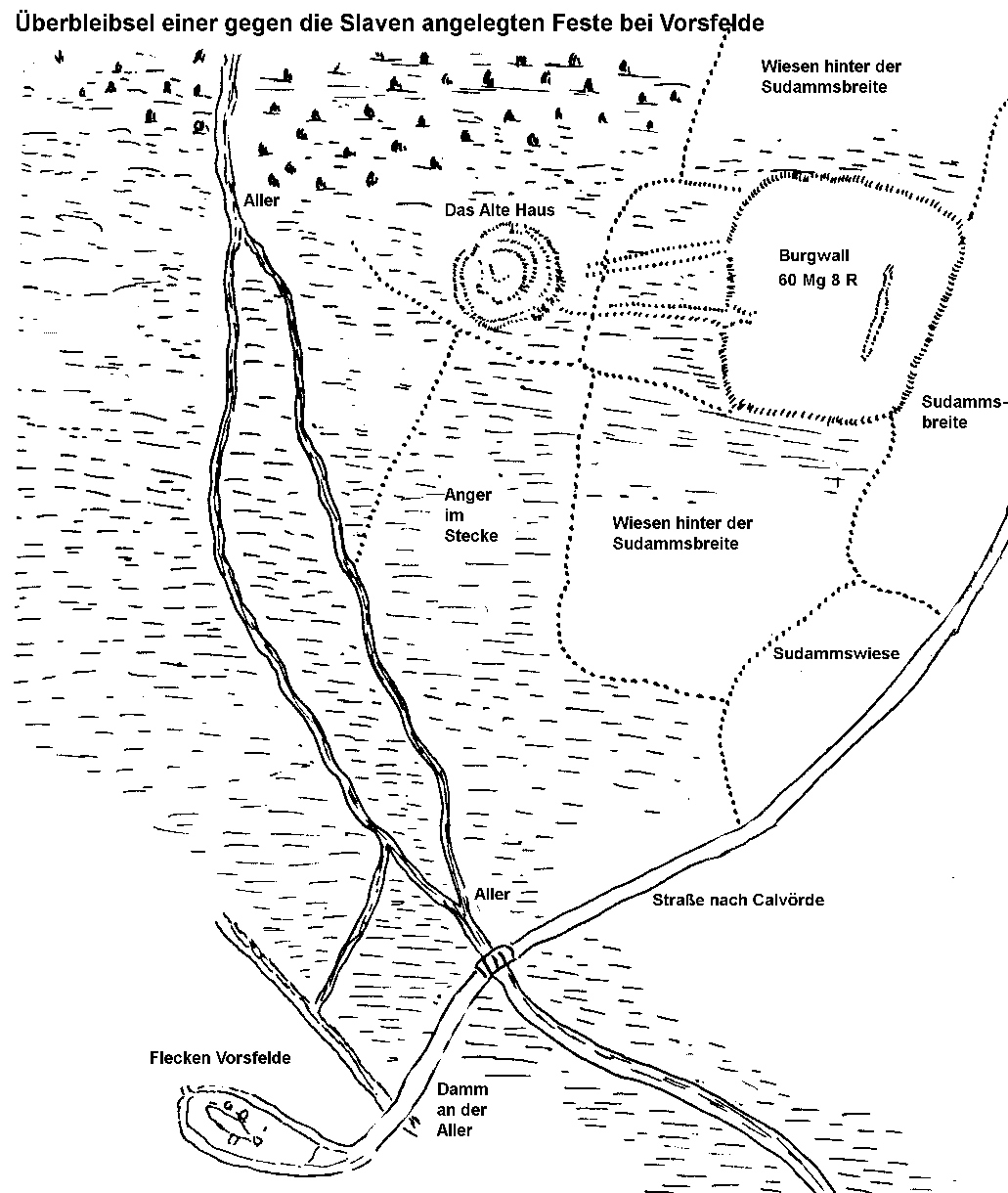
Lageplan des Burgwall Vorsfelde um 1850

Aus Anlass des 800-jährigen Stadtjubiläum von Vorsfelde 1945, das aufgrund des Zweiten Weltkriegs erst im Folgejahr begangen wurde, kam es 1946 zu einer archäologischen Ausgrabung in den Drömlingswiesen im Osten Vorsfeldes nahe der Sudammsbreite. Dort sollte sich laut einer Vermessungskarte des 18. Jahrhunderts im Boden verborgen der Burgwall Vorsfelde befinden, in alten Angaben fälschlicherweise auch als Altes Haus bezeichnet. Der Braunschweiger Landesarchäologe Alfred Tode führte nach längerer Suche die Grabung durch, die das erste landesarchäologische Projekt im Braunschweiger Land nach dem Zweiten Weltkrieg war. Die Ausgrabung führte zum Auffinden einer palisadenbewehrten Befestigung, die als Wehrturm im Stil einer Motte gesehen wurde. Laut alten Karten war sie über zwei erhöhte Wege mit einem benachbarten Burgwall auf einer Sandinsel in der Allerniederung verbunden, die sich als Vorburg interpretieren lässt. Die ausgegrabene Anlage wurde aufgrund von Keramikresten und anderen hölzernen Fundstücken dem Frühmittelalter des 11. Jahrhunderts zugeordnet. Bei den baulichen Überresten der Motte handelt es sich aller Wahrscheinlichkeit nicht um die in der schriftlichen Überlieferungen als Altes Haus bezeichnete Vorsfelder Burg.

## Laboratorium

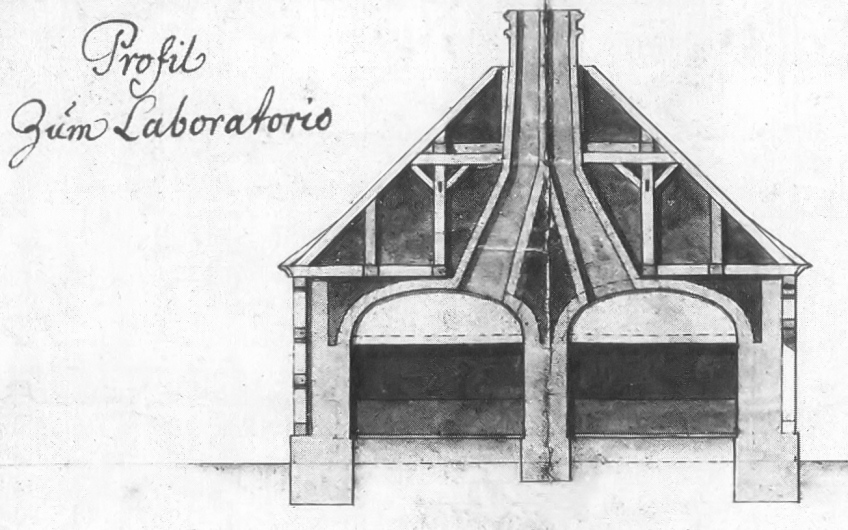
Schnitt durch das Laboratorium, 1757

Eine besondere Einrichtung im Ort war ein Laboratorium auf einem Hofgrundstück an der Langen Straße. 1755 richtete es die braunschweigische Landesherrschaft zur Herstellung von Scheidewasser und Arzneimitteln ein. Die Produkte gingen an die örtliche Apotheke und den Fürstenhof nach Braunschweig. Ein Töpfer im Ort stellte die Gefäße für die Produkte her. Für das Laboratorium wurde ein 10 × 8 m große Gebäude errichtet. Wegen der Brandgefahr durch die Brennöfen entstand es nicht nur in ortsüblicher Fachwerkbauweise, sondern zum Teil massiv aus Stein. Die Einrichtung bestand etwa 50 Jahre lang, bis sie Anfang des 19. Jahrhunderts einem der häufigen Ortsbrände zum Opfer fiel.

## Politische Zugehörigkeiten
Vorsfelde gehörte seit seiner Gründung im 12. Jahrhundert zum Gebiet des späteren Herzogtums Braunschweig. In den ersten Jahrhunderten nach der Ortsgründung wechselten Stadt und Burg Vorsfelde laufend ihre Lehnsbesitzer. Urkundlich wird das Städtchen 1345 als stedeken, 1352 als stad und 1394 als wycbild (Weichbild) erwähnt. Vorsfelde und der Vorsfelder Werder waren wegen ihrer Grenzlage über zwei Jahrhunderte zwischen den welfischen Herzögen der Linien Braunschweig und Lüneburg, den Markgrafen von Brandenburg und den Erzbischöfen von Magdeburg umkämpft. 1346 kam es um den Landstrich zum Krieg zwischen dem Braunschweiger Herzog Magnus dem Frommen und dem Erzbischof Otto von Magdeburg. 1364 nahm die Stadt Braunschweig Vorsfelde in Pfandbesitz und zahlte Abgaben für die Sicherung ihrer wichtigen Handelsstraße über die Aller nach Salzwedel.
Erst 1389 begann für den Ort eine dauerhafte Herrschaftsperiode unter einer Adelsfamilie – die Brüder Werner, Busso und Günzel von Bartensleben bekamen Vorsfelde und den Vorsfelder Werder vom Braunschweiger Herzog Friedrich als Lehen. Anfangs regierten sie von der heute nicht mehr existenten Burg in Vorsfelde und ab 1300 von der nahen Wolfsburg.

## Amt Vorsfelde

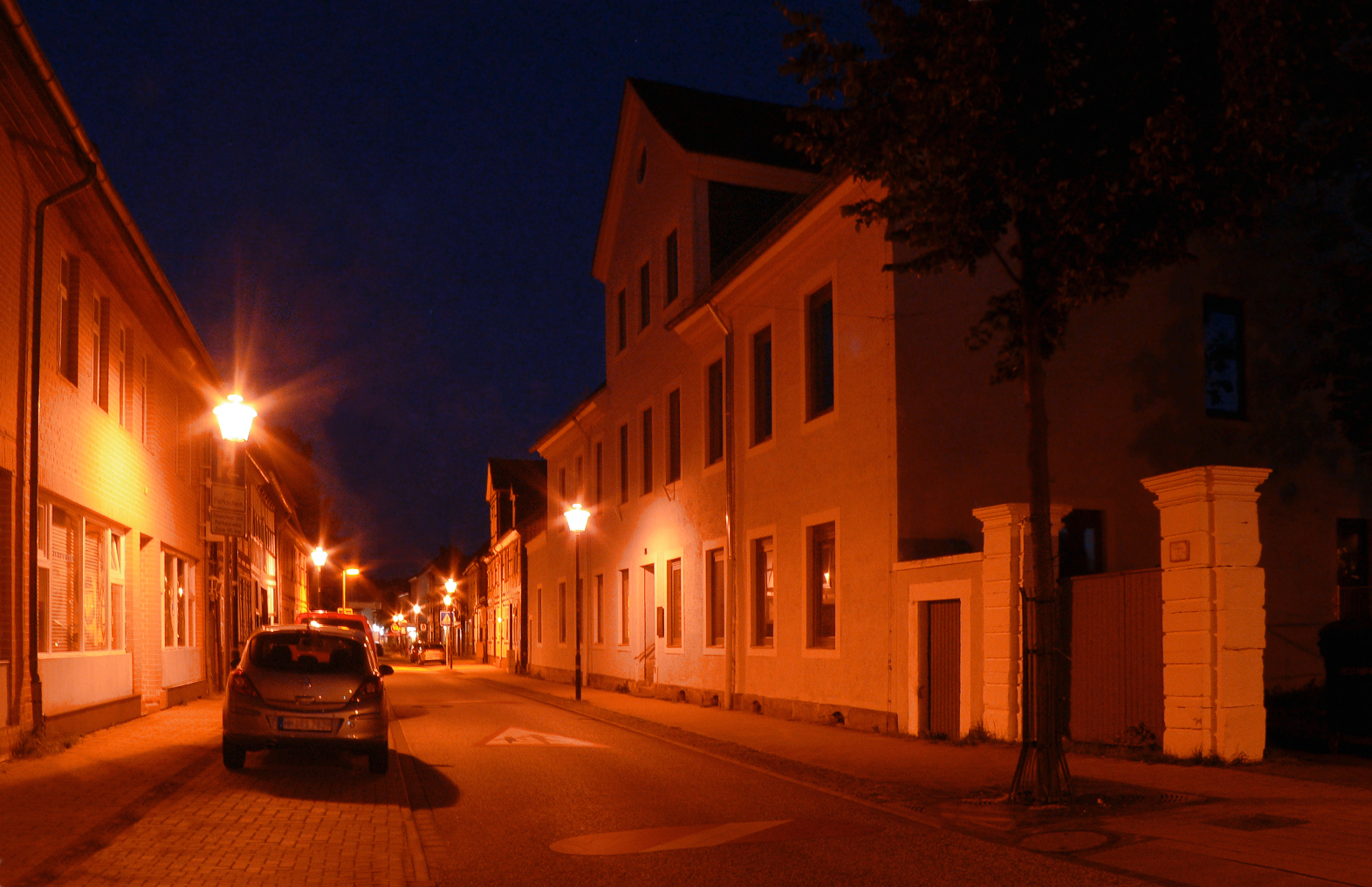
Amtsstraße mit dem früheren Amtshaus Vorsfelde, heute Ludwig-Klingemann-Haus

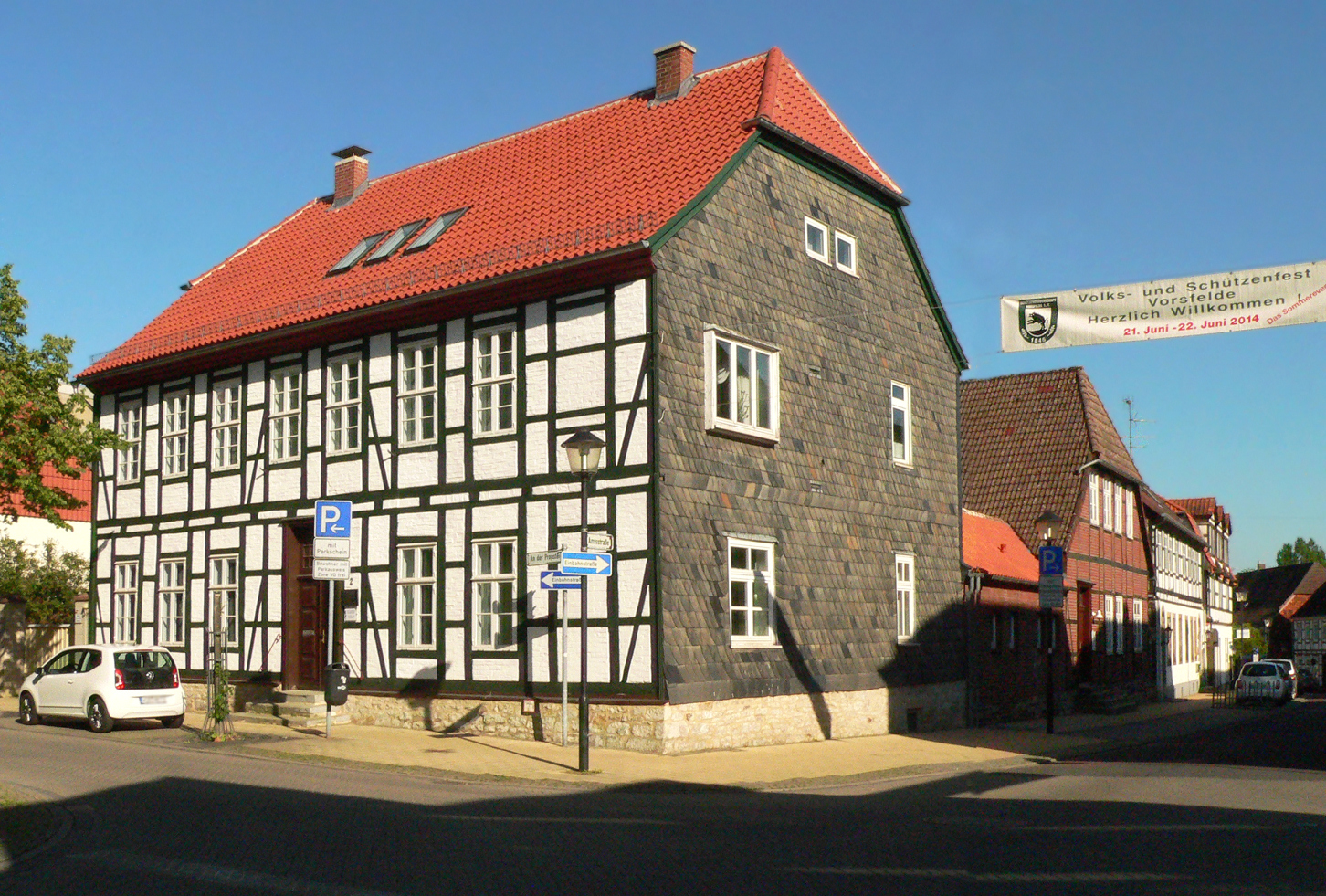
Propstei Vorsfelde

Mit dem Erlöschen des Geschlechts derer von Bartensleben im Mannesstamme 1742 fiel Vorsfelde mit dem Werder als erledigten Lehen an das Fürstentum Braunschweig-Wolfenbüttel als Teilfürstentum des Herzogtums Braunschweig-Lüneburg heim. Das Herzogtum Braunschweig-Wolfenbüttel richtete noch 1742 das Amt Vorsfelde ein und ließ es von Vorsfelde als Hauptort des Vorsfelder Werders verwalten. Dafür wurde 1755 das Amtshaus Vorsfelde errichtet, das 1798 abbrannte und nach dem Wiederaufbau bis heute besteht. Zum Amt gehörten die nahezu 15 Dörfer des Werders und die Wippermühle. In der Franzosenzeit wurde 1807 aus dem Amt der Kanton Vorsfelde, der bis 1813 bestand. Die Zugehörigkeit Vorsfeldes zum Braunschweiger Herzogtum dauerte bis 1918 an.

## Propstei Vorsfelde
Die Entstehung der Propstei Vorsfelde hängt ebenfalls mit dem Erlöschen des Geschlechts derer von Bartensleben und dem Heimfall ihres Lehens an das Fürstentum Braunschweig-Wolfenbüttel zusammen. Das führte im Jahr 1746 zur Einrichtung der kirchlichen Superintendentur durch den Braunschweiger Herzog Karl I. in Vorsfelde. Zu der Einrichtung gehörten kirchlich die Orte Bahrdorf, Calvörde, Grafhorst, Groß Twülpstedt, Saalsdorf, Velpke, Volkmarsdorf, Vorsfelde und Uthmöden. Eine erste Maßnahme der Vorsfelder Superintendentur war auf Anordnung von Herzog Karl I. die Erweiterung der St.-Petrus-Kirche. Sie erfolgte in den Jahren 1749 bis 1751 und bestand unter anderem im Bau eines Querschiffs zur Erhöhung der Sitzplatzzahl auf 800.

## Erste Industrie und Technik
Nach dem 1871 erfolgten Anschluss von Vorsfelde an die Lehrter Bahn kam es zu ersten Industrieansiedlungen im völlig ländlich geprägten Ort. An der Bahnstrecke, rund einen Kilometer südlich des Ortes, wurde ein Bahnhofsgebäude errichtet. Um den Bahnhof entstanden auf freiem Feld Fabriken zur Herstellung von Kartoffelflocken und Konserven, eine Brauerei und eine Molkerei. Aus dieser Ansammlung von Gebäuden und Betrieben entwickelte sich die heutige Vorsfelder Südstadt.

## 20. Jahrhundert

Amtsstraße, vorne Ziehbrunnen, hinten früheres Gebäude des Amtes Vorsfelde, um 1900

Ab 1910 verfügte Vorsfelde über eine elektrische Straßenbeleuchtung. 1914 erfolgte der Anschluss an das Fernsprechnetz. 1936 wurde südlich des Ortes der Mittellandkanal, allerdings ohne einen Hafen für Vorsfelde, erbaut.
Nach dem Ersten Weltkrieg hatte die Novemberrevolution und vor allem die Novemberrevolution in Braunschweig Einfluss auf das politische Geschehen in der Region. Auch in Vorsfelde wurde ein Arbeiter- und Soldatenrat gewählt. Ihm gehörten 6 Personen an, darunter Ludwig Klingemann.

## Stadtrechte
Nach dem Zweiten Weltkrieg beantragte Vorsfelde, das zu dieser Zeit zum Landkreis Helmstedt gehörte, 1946 die Verleihung der Stadtrechte. Begründet wurde die Forderung mit günstigen Verkehrsanbindungen durch Eisenbahn, Mittellandkanal und Straßen. Man versprach sich als Stadt eine günstigere wirtschaftliche Entwicklung in der Nachkriegszeit. Die ersten Baugebiete nach dem Krieg waren Engelhop (1947), Moorkämpe (1949), Sudammsbreite (1955) und Heidgarten (1962). 1947 teilte der Landkreis Helmstedt mit, dass eine Entscheidung aufgrund eines fehlenden Gesetzes zunächst nicht getroffen werden konnte. 1951 bescheinigte der Verwaltungsbezirk Braunschweig Vorsfelde eine ländliche Struktur ohne Anrecht auf Stadtrechte. Der Ort sei eine Industriegemeinde im Schatten des Volkswagenwerkes Wolfsburg. Erst nach der Ausweisung von weiteren Baugebieten und der Verlegung von Kanalisation befürwortete die Behörde den Antrag auf Stadtwerdung. Am 11. Oktober 1955 verlieh das Niedersächsische Innenministerium Vorsfelde die Stadtrechte.

## Eingemeindung

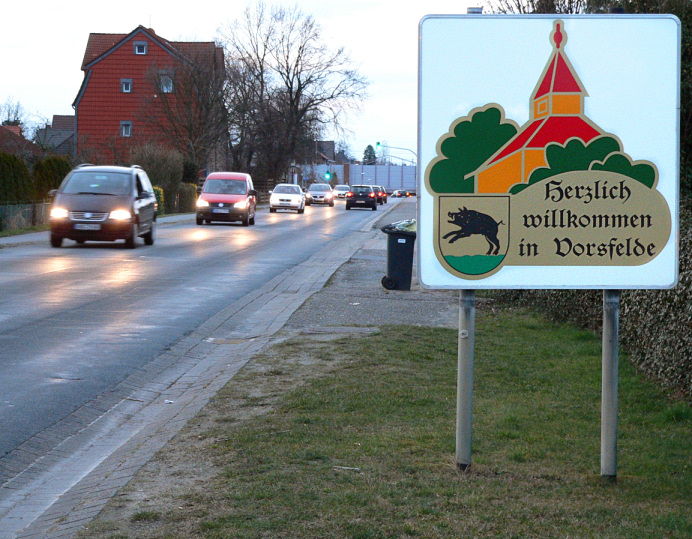
Ortseingangsschild mit Wappen und St.-Petrus-Kirche

In den 1960er Jahren kamen in Wolfsburg erste Überlegungen zur Eingemeindung von Orten des Umlandes auf. Nach einer zunächst vorgeschlagenen kleinen Lösung sollten die größeren Randgemeinden Vorsfelde und Fallersleben selbstständig bleiben. Allerdings legte die Niedersächsische Landesregierung 1971 den Entwurf des Wolfsburg-Gesetzes vor. Damit wurden am 1. Juli 1972 im Zuge der niedersächsischen Kommunalreform 20 Orte seines Umlandes einschließlich Vorsfelde in die Stadt Wolfsburg eingemeindet. Vorsfelde verfügte danach statt eines Gemeinderates über einen Ortsrat. Die große Finanzkraft der Stadt Wolfsburg wirkte sich günstig auf die Entwicklung in Vorsfelde aus. Es entstanden wichtige Infrastrukturverbesserungen, wie das Schulzentrum Im Eichholz und weitere Baugebiete.